# Tabea Heynig

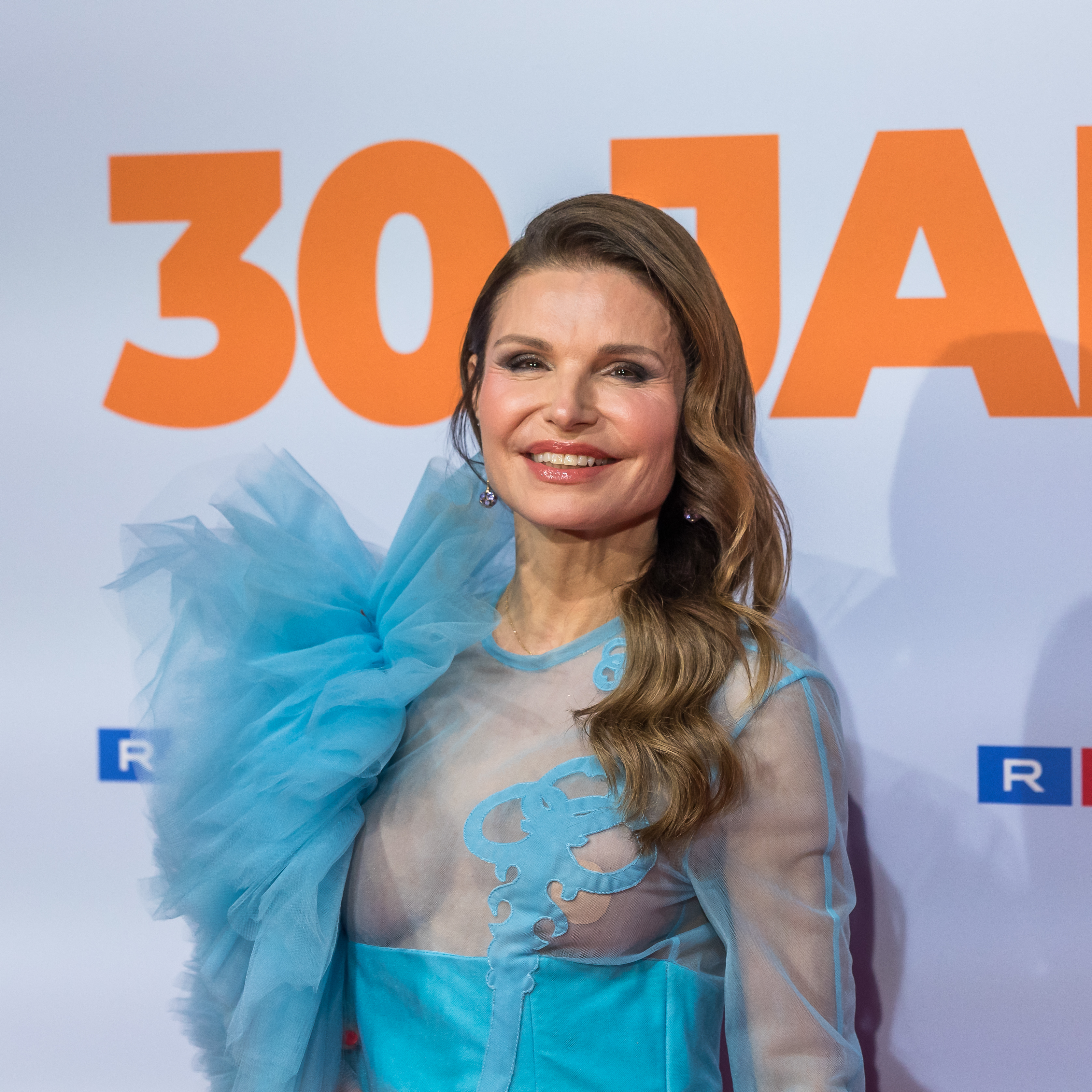
Tabea Heynig, 2024

Tabea Heynig (* 18. Juli 1970 in Mannheim) ist eine deutsche Schauspielerin.

## Leben
Nach dem Abitur arbeitete sie einige Jahre als Model in Mailand, dann absolvierte sie eine Ausbildung zur Schauspielerin von 1993 bis 1996 an der Schauspielschule Zerboni in München.
Ab dem 29. August 2006 wirkte sie in der ARD-Daily Soap Verbotene Liebe mit und verkörperte dort die Rolle der Französischlehrerin Anne Siebert, in der sie bis zum 27. April 2007 zu sehen war. Seit dem 22. Januar 2010 ist sie in der Hauptrolle Britta Schönfeld in Unter uns zu sehen.
Anfang 2015 war sie mit Alexander Sholti, Petra Blossey und Benjamin Heinrich bei Das perfekte Promi-Dinner-Unter Uns-Spezial dabei. 
Heynig ist seit Januar 2018 verheiratet und bekam im Februar 2018 mit 47 Jahren ihren ersten Sohn.

## Filmografie
- 1993: Derrick (TV-Serie)
- 1995: Schwurgericht (TV-Serie)
- 1996: Wildbach (TV-Serie)
- 1997: Die Sexfalle (TV)
- 1997: Polizeiruf 110: Im Netz der Spinne (TV)
- 1997: Zwei Brüder – Tödliche Träume (TV)
- 1998: Der gerade Weg (TV)
- 1998: Aus heiterem Himmel (TV-Serie)
- 1999: Der Student
- 1999: Wechselspiele
- 1999: Flush & Brush
- 1999: Operation Bluebird
- 2000: Samt und Seide (TV-Serie)
- 2000: Forsthaus Falkenau (TV-Serie, eine Folge)
- 2001: 666 – Traue keinem, mit dem du schläfst!
- 2001: Die Freunde der Freunde
- 2004: Vinzent
- 2006–2007: Verbotene Liebe (TV-Serie)
- 2006: Zwei Engel für Amor
- 2007: Madness Is Catching
- 2008: Wilsberg: Filmriss
- seit 2010: Unter uns (TV-Serie)